# Jerzy Woźniak (aktor)

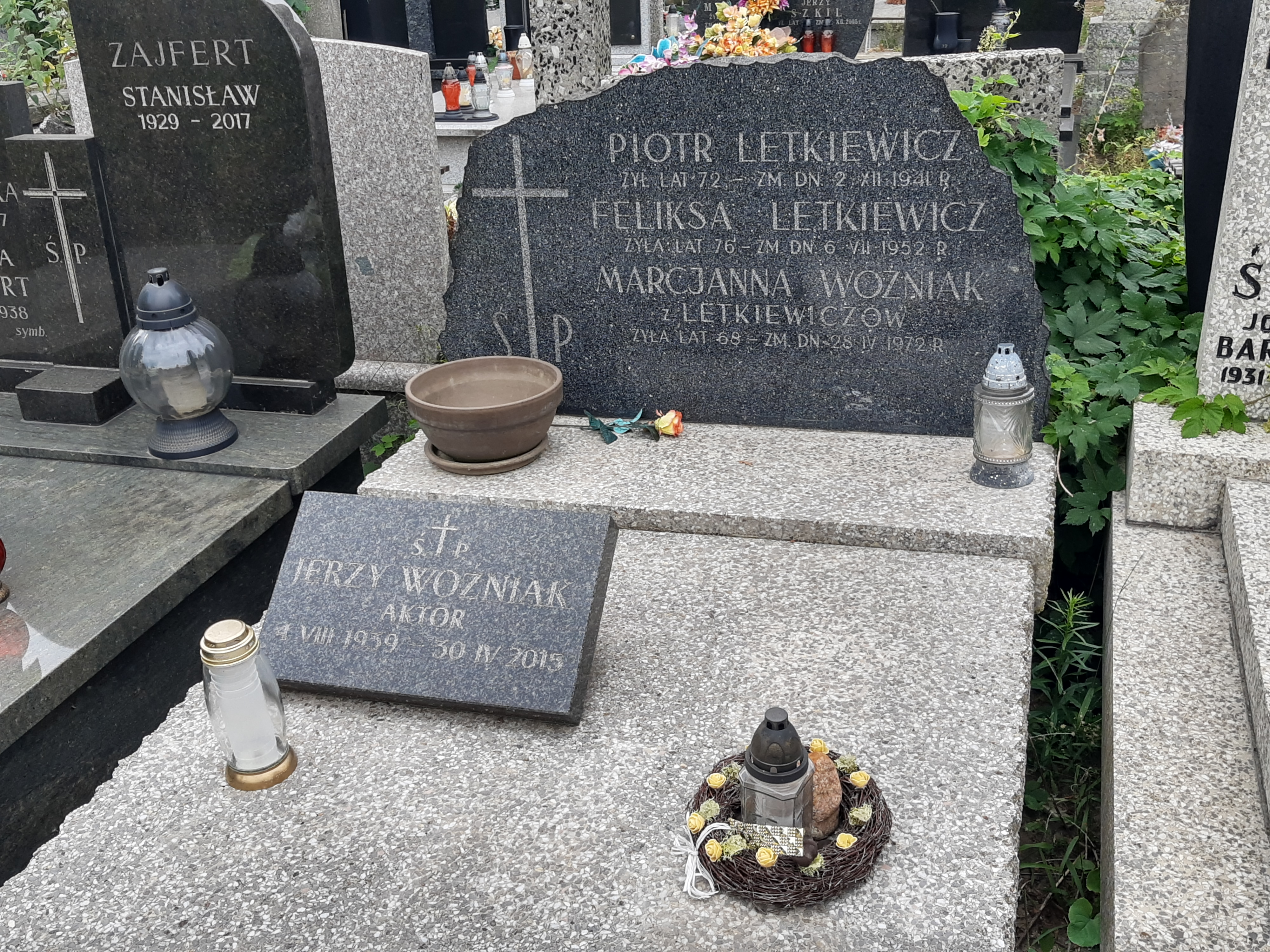
Grób Jerzego Woźniaka na cmentarzu Bródnowskim

Jerzy Woźniak (ur. 4 sierpnia 1939, zm. 30 kwietnia 2015 w Skolimowie) – polski aktor. Występował w teatrach: Teatrze Rapsodycznym w Krakowie (1960–66), Teatrze im. Juliusza Słowackiego w Krakowie (1966–69 i 1970–75), Teatrze Polskim we Wrocławiu (1969–70), Teatrze Komedia w Warszawie (1975–83), Operetce Warszawskiej (1983–95), Teatrze Muzycznym Roma w Warszawie (1995–2000) i Teatrze Syrena w Warszawie (2002–07). Związany z domem kultury „Praga”, gdzie prowadził „Praskie spotkania z Gwiazdą”. Został pochowany na cmentarzu Bródnowskim (kw. 32F-2-22).

## Spektakle teatralne
- 1960 – Przygody Dyla Sowizdrzała – reż. Mieczysław Kotlarczyk, Teatr Rapsodyczny Kraków (rola – Herold)
- 1961 – Dziady – reż. Mieczysław Kotlarczyk, Teatr Rapsodyczny Kraków (rola: Więzień)
- 1961 – Orland szalony – reż. Mieczysław Kotlarczyk, Teatr Rapsodyczny Kraków (rola: Medor)
- 1962 – Prawdziwa historia zdobycia... – reż. Mieczysław Kotlarczyk, Teatr Rapsodyczny Kraków (rola – Kwawtemok)
- 1963 – Sól attycka – reż. Mieczysław Kotlarczyk, Teatr Rapsodyczny Kraków (rola – Herold I; Hermes)
- 1964 – Lis Sowizdrzał – reż. Mieczysław Kotlarczyk, Teatr Rapsodyczny Kraków (rola – Kot)
- 1964 – Królowa Marysieńka – reż. Mieczysław Kotlarczyk, Teatr Rapsodyczny Kraków (rola – Rodryk; Horacy)
- 1965 – Fortepian i pióro – reż. Mieczysław Kotlarczyk, Teatr Rapsodyczny Kraków (rola – Chopin)
- 1965 – Faust – reż. Mieczysław Kotlarczyk, Teatr Rapsodyczny Kraków (rola – Faust II)
- 1965 – Polonez Bogusławskiego – reż. Mieczysław Kotlarczyk, Teatr Rapsodyczny Kraków (rola – Jakub Jasiński)
- 1966 – Makbet – reż. Lidia Zamkow, Teatr im. Słowackiego Kraków (rola – Fleans)
- 1968 – Dyliżans – reż. Jerzy Goliński, Teatr im. Słowackiego Kraków (rola – Pocztylion)
- 1968 – Meteor – reż. Irena Babel, Teatr im. Słowackiego Kraków (rola – Członek Armii Zbawienia)
- 1968 – Rzecz listopadowa – reż. Bronisław Dąbrowski, Teatr im. Słowackiego Kraków (rola – Przechodzień IV; Gość)
- 1969 – Wesele – reż. Lidia Zamkow, Teatr im. Słowackiego Kraków (rola – Narzeczony)
- 1971 – Drogi Antoni – reż. Bronisław Dąbrowski, Teatr im. Słowackiego Kraków (rola – Aleksander)
- 1971 – Co się komu śni – reż. Krystyna Skuszanka, Teatr im. Słowackiego Kraków (rola – Dworak śliski)
- 1971 – Rewizor – reż. Jerzy Krasowski, Teatr im. Słowackiego Kraków (rola – Obywatel miasta)
- 1973 – Lilla Weneda – reż. Krystyna Skuszanka, Teatr im. Słowackiego Kraków (rola – Obywatel miasta)
- 1974 – Turandot – reż. Jerzy Krasowski, Teatr im. Słowackiego Kraków (rola – Kat)
- 1974 – Karykatury – reż. Piotr Paradowski, Teatr im. Słowackiego Kraków (rola – Kalenicki)
- 1975 – Sprawa Dantona – reż. Jerzy Krasowski, Teatr im. Słowackiego Kraków (rola – Kalenicki)
- 1975 – Klub kawalerów – reż. Irena Górska, Teatr Komedia Warszawa (rola – Władysław Topolnicki)
- 1976 – Wizje i zamówienia – reż. Krystyna Sznerr, Teatr Komedia Warszawa (rola – Strażak; Oficer; Minimalista)
- 1977 – Królewna Śnieżka – reż. Romuald Szejd, Teatr im. Słowackiego Kraków (rola – Królewicz)
- 1979 – Krasnoludki, krasnoludki – reż. Wojciech Pokora, Teatr Komedia Warszawa (rola – Królewicz)
- 1981 – Fachowcy – reż. Jerzy Gruza, Teatr im.Teatr Komedia Warszawa (rola – Inżynier Ratajec)
- 1982 – Bal w Savoyu – reż. Ryszard Pietruski, Operetka Warszawska Warszawa (rola – Pomerol)
- 1983 – Hrabina Marica – reż. Ryszard Pietruski, Operetka Warszawska Warszawa (rola – Peniżek)
- 1984 – Seesaw (tłum. „Huśtawka”) – reż. Ryszard Pietruski, Operetka Warszawska Warszawa (rola – Oscar; Laertes)
- 1985 – Królewna Śnieżka i siedmiu ... – reż. Witold Borkowski, Operetka Warszawska Warszawa (rola – Bajarz)
- 1985 – Noc w Wenecji – reż. Ryszard Pietruski, Operetka Warszawska Warszawa (rola – Testuccio)
- 1986 – My Fair Lady – reż. Ryszard Pietruski, Operetka Warszawska Warszawa (rola – Płk Pickering)
- 1986 – Stary dom – reż. Igor Barabaszow, Operetka Warszawska Warszawa (rola – Stiepan Suchorukow)
- 1988 – Wesołe kumoszki z Windsoru – reż. Ryszard Pietruski, Operetka Warszawska Warszawa (rola – Pachołek)
- 1988 – Błękitna Maska – reż. Urszula Trawińska-Moroz, Operetka Warszawska Warszawa (rola – Pedro dal Vegas)
- 1989 – Kwiat paproci – reż. Witold Gruca, Operetka Warszawska Warszawa (rola – Czarownik)
- 1989 – Wesoła wdówka – reż. Zbigniew Marek Hass, Operetka Warszawska Warszawa (rola – Niegus)
- 1989 – Student żebrak – reż. Bolesław Jankowski, Operetka Warszawska Warszawa (rola – Onufrysłużący Palmatyki)
- 1990 – Noc w Wenecji – reż. Veit Jerger, Operetka Warszawska Warszawa (rola – Testuccio)
- 1991 – Blask szklanej kuli – reż. Wojciech Pokora, Operetka Warszawska Warszawa (rola – Mr Zan)
- 1992 – Życie paryskie – reż. Bogusława Czosnowska, Operetka Warszawska Warszawa (rola – Józef)
- 1993 – Piaf – reż. Jan Szurmiej, Operetka Warszawska Warszawa (rola – Luis Leplee; Fizjoteraupeta)
- 1994 – Sztukmistrz z Lublina – reż. Jan Szurmiej, Operetka Warszawska Warszawa (rola – Szames)
- 1995 – Baron cygański – reż. Ryszard Peryt, Teatr Muzyczny „Roma” Warszawa (rola – Jacek, Mihai)
- 1995 – Zemsta nietoperza – reż. Jitka Stokalska, Teatr Muzyczny „Roma” Warszawa (rola – Iwan)
- 1995 – Błękitny zamek – reż. Jan Skotnicki, Teatr Muzyczny „Roma” Warszawa (rola – Doktor Trent)
- 1995 – Carmen – reż. Conrad Drzewiecki, Teatr Muzyczny „Roma” Warszawa (rola – Lillas Pastia)
- 1996 – Czarodziejski flet – reż. Henryk Konwiński, Teatr Muzyczny „Roma” Warszawa (rola – Lillas Kapłan)
- 1996 – Ptasznik z Tyrolu – reż. Wojciech Adamczyk, Teatr Muzyczny „Roma” Warszawa (rola – Quendel)
- 1997 – Księżniczka czardasza – reż. Wojciech Adamczyk, Teatr Muzyczny „Roma” Warszawa (rola – Rohnsdorf)
- 1999 – Wesoła wdówka – reż. Tadeusz Wiśniewski, Teatr Muzyczny „Roma” Warszawa (rola – Niegus)
- 2002 – Żołnierz królowej Madagaskaru – reż. Wojciech Adamczyk, Teatr Syrena Warszawa (rola – Grzegorz; Podróżny)
- 2002 – Trzewiki szczęścia – reż. Barbara Borys-Damięcka, Teatr Syrena Warszawa (rola – Sędzia I)
- 2004 – Opera za trzy grosze – reż. Laco Adamík, Teatr Syrena Warszawa (rola – Żebrak)
- 2010 – Powróćmy jak za dawnych lat – reż. Jerzy Woźniak, Teatr Muzyczny Łódź.

## Filmografia
- 1997–2012: Klan – klient apteki Lubiczów
- 2000: Twarze i maski (odc. 2)
- 2002: Chopin. Pragnienie miłości